# Rutan Model 61 Long-EZ
Rutan Model 61 Long-EZ — американский лёгкий многоцелевой самолёт.
Самолёт с расположением двигателя сзади с толкающим винтом. Самолёт имеет аэродинамическую схему «утка». Разработан Бертом Рутаном (компания Scaled Composites), является развитием конструкции Vari-EZ. Первый вылет самолёта состоялся 12 июня 1979 года. Самолёт может находиться в воздухе более 10 часов и преодолеть расстояние до 2500 км, затратив 200 литров топлива.

## Лётно-технические характеристики
- Размах крыла, м: 7.96
- Длина, м: 5.12
- Высота, м: 2.40
- Масса, кг:
  - пустого: 322
  - максимальная взлётная: 600
- Топливо (Аи 93, Аи 95), л: 200
- Максимальная скорость, км/ч: 290
- Крейсерская скорость, км/ч: 232
- Практическая дальность, км: 2600
- С топливным баком вместо пассажира, км: 7700
- Практический потолок, м: 8200
- Экипаж: 1 человек
- Полезная нагрузка: 1 пассажир
- Силовая установка: 1 × поршневой четырёхцилиндровый горизонтальный оппозитный двигатель внутреннего сгорания Lycoming O-235[англ.] мощностью 115 л.с. (86 кВт) с воздушной системой охлаждения.